# Hiéroglyphe égyptien B1
Pour les articles homonymes, voir Femme assise.

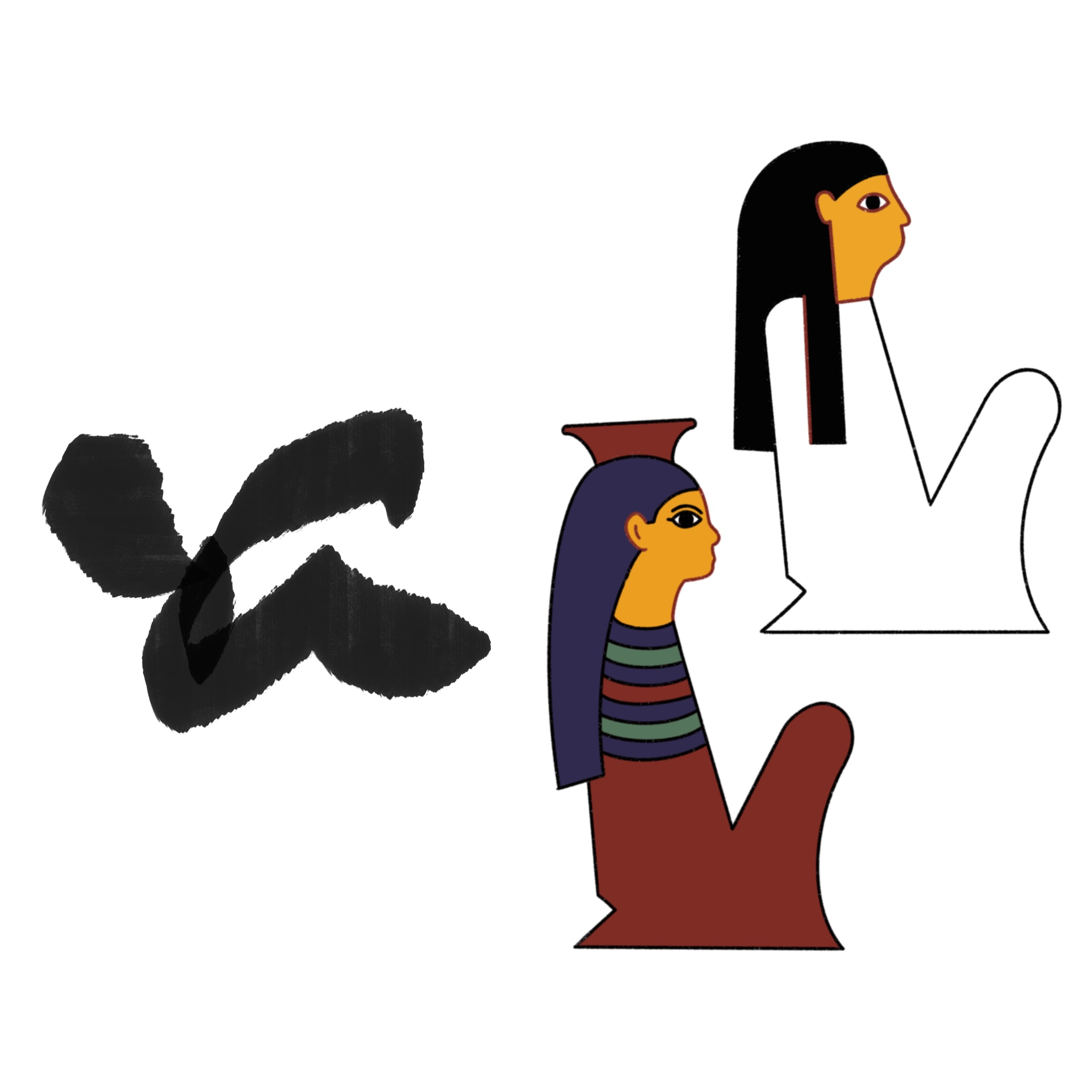
Versions hiératique et hiéroglyphique

Le hiéroglyphe égyptien B1 (femme assise), est classifiée dans la section B « La Femme et ses occupations » de la liste de Gardiner ; cet hiéroglyphe y est noté B1.

## Représentation
Il représente une femme assise vêtue d'un manteau, lequel peut être décliné en tout un lot de couleur et de parure dans les graphies les plus détaillées surtout quand il est utilisé pour décrire une déesse ou une reine.
Le petit trait hiératique supplémentaire au signe de l'homme assis (hiéroglyphe égyptien A1) semble représenter sa perruque.
Il est translittéré j.

## Utilisation
| B1 |

| B1 |

quand il s'agit du genre féminin, il n'est noté qu'à partir de la XIXe dynastie. 
C'est un déterminatif du genre féminin, du champ lexical de la femme et de ses occupations ainsi que des prénoms féminin.

## Exemples de mots
| z · t · B1 |

| z · t · B1 |

| zA | t | B1 |

| zA | t | B1 |

| A&t | i | i | t | D56 | B1 |

| A&t | i | i | t | D56 | B1 |